# Kabunan (Dukuhwaru)
Kabunan is een bestuurslaag in het regentschap Tegal van de provincie Midden-Java, Indonesië. Kabunan telt 5904 inwoners (volkstelling 2010).